# Tüscherz-Alfermée
Tüscherz-Alfermée (Frans (verouderd): Daucher-Alfermée of Dauché-Alfermée) is een plaats en voormalige gemeente in het Zwitserse kanton Bern, en maakt deel uit van het district Biel/Bienne. Op 1 januari 2010 fuseerde de gemeente met Twann tot de gemeente Twann-Tüscherz.